# Axel Christiernsson
Axel Abraham Christiernsson, född 20 maj 1848 i Bjurtjärns socken, Örebro län, död 11 november 1919 i Adolf Fredriks församling i Stockholm, var en svensk grosshandlare, far till Carl-Axel Christiernsson. 
Christiernsson var elev vid Tekniska elementarskolan i Örebro 1864–1867. Han var anställd vid Elfvestorps bruk som elev, smidesmästare och bokförare 1867–1874, vid Garpenbergs bruk som ingenjör 1874–1884, hos firman Axel Johnson & C:o i Stockholm som handelsresande 1884–1887 och hos firman J.G. Stenberg & C:o där i samma egenskap 1887–1888. Han var innehavare av engrosaffär i bland annat oljor, maskinförnödenheter, maskiner och verktyg i Stockholm från 1888, sedermera Axel Christiernsson AB. Axel Christiernsson är begravd på Norra begravningsplatsen utanför Stockholm.